# Reino Cuanhama
O Reino Cuanhama foi um estado africano, localizado na zona da alta bacia do Calaári e da alta bacia do Cunene, entre o sul de Angola e o norte da Namíbia, que teve como capitais as localidades de Ondijiva e Ombadija, além de importante centro em Oihole.
Seu território compreendia boa parte da província do Cunene (Angola), Ohangwena, Oshikoto e Kavango Ocidental (as três últimas na Namíbia), sendo a maior das entidades nacionais dos ovambos.
O reino foi fundado em 1550 por um indivíduo chamado Cambungo Camueia. Sua tenaz resistência durante a Campanha do Sudoeste da África, onde enfrentou três potências coloniais, fez da nação um exemplo memorável anti-imperialista, muito embora tendo sido derrotada ao final do conflito.
Foi reestabelecido como monarquia subnacional assentada em Angola em 1998.